# Preludia op. 28 (Chopin)
Preludia op. 28 – cykl dwudziestu czterech preludiów na fortepian skomponowany przez Fryderyka Chopina podczas pobytu na Majorce w latach 1838–1839 (szkice do części preludiów mogły powstać wcześniej ). Utwory utrzymane we wszystkich tonacjach systemu dur-moll ułożone zostały według kolejności na kole kwintowym. Chopinowskie opus 28 wpłynęło na powstanie podobnych cykli skomponowanych przez Aleksandra Skriabina, Siergieja Rachmaninowa, Claude’a Debussy’ego i Karola Szymanowskiego. 

## Historia
27 października 1838 Chopin w towarzystwie hiszpańskiego polityka Juana Álvareza Mendizábala (zmierzającego do Madrytu) wybrał się w podróż z Paryża na Majorkę, aby dołączyć do George Sand i jej dzieci Maurice’go i Solange, którzy w towarzystwie służącej udali się tam dziewięć dni wcześniej. 31 października spotkali się w Perpignan, aby następnego dnia popłynąć statkiem z Port-Vendres do Barcelony, gdzie dotarli 2 listopada. Pięć dni później popłynęli kursującym raz w tygodniu parowcem „El Mallorquin” z Barcelony na Majorkę (służącym do przewozu świń). Wyjazd Chopina podyktowany był pogorszeniem się stanu jego zdrowia. Zdaniem Ferenca Liszta, który opierał swoją wiedzę na zasłyszanych informacjach, Sand postanowiła towarzyszyć Chopinowi nie chcąc, aby ten wybrał się w podróż samemu. Z kolei Maurycy Karasowski, również opierający się na informacjach z drugiej ręki, był zdania, że to Sand namówiła Chopina na podróż. Sama Sand twierdziła, że jej wyjazd na Majorkę związany był z jej chęcią pracy w odosobnieniu oraz chorobą reumatyczną jej syna. Wedle informacji przekazanych Frederickowi Niecksowi przez Adolfa Gutmanna Chopin od pewnego czasu planował podróż na Majorkę, przekładał ją jednak z powodu swojej sytuacji finansowej.
W pierwszej połowie listopada Chopin pisał w liście wysłanym z Palmy do Juliana Fontany o niedługim terminie przesłania mu preludiów. 15 listopada Chopin przeniósł się z Palmy do willi S’on Vent w pobliskim Establiments należącej do niejakiego Gomeza. Powodem była niechęć mieszkańców, którzy zwracali uwagę na nietypowy dla nich ubiór i zachowanie podróżujących. Datą 28 listopada 1838 opatrzone zostały autografy preludiów a-moll i e-moll. W liście z 3 grudnia Chopin informował Fontanę o problemach ze zdrowiem, które utrudniają mu pracę kompozytorską. Wiadomo, że Chopin zabrał ze sobą w podróż egzemplarz Das Wohltemperierte Klavier Johanna Sebastiana Bacha.
15 grudnia Chopin opuścił Palmę, ze względu na lęk jej mieszkańców przed chorobą muzyka, udając się do Valldemossy, gdzie zamieszkał w dawnym klasztorze kartuzów. Trzech lekarzy odwiedzających wcześniej Chopina zdiagnozowało u niego gruźlicę o czym, zgodnie z przepisami, powiadomiono władze. W związku z tym Gomez zażądał opuszczenia domu oraz zapłaty za nowe meble i odmalowanie ścian (zgodnie z prawem przedmioty, których dotykała osoba chorująca na gruźlicę, powinny zostać spalone). Około 10 stycznia 1839 do Valldemossy dotarło pianino Pleyela, o które Chopin upominał się wielokrotnie, grając do tego czasu na wypożyczonym na miejscu instrumencie niskiej jakości. Nowy instrument został dostarczony do Palmy 21 grudnia, nałożono jednak na niego cło w wysokości połowy wartości instrumentu, które ostatecznie zostało obniżone o połowę.
22 stycznia 1839 Chopin wysłał autograf preludiów Fontanie, prosząc go o ich przepisanie z pomocą Edwarda Wolffa, a następnie przesłanie czystopisu Heinrichowi Probstowi, autografu zaś Camille’owi Pleyelowi.
11 lub 12 lutego Chopin wraz z Sand i jej dziećmi opuścili Valldemossę i udali się do Palmy. Około piętnastokilometrową drogę Chopin przebył, jadąc na prostym wózku, ponieważ lokalni mieszkańcy odmawiali wynajęcia swoich powozów. Problem stanowiła również kwestia instrumentu Pleyela, na który nałożono wysokie cło wywozowe. Po trudnościach ze sprzedażą instrumentu (ze względu na chorobę Chopina) zakupiła je Antonia de Canut, żona lokalnego bankiera Antoniego de Canut, sprzedając jednocześnie własny instrument. Do Barcelony dotarli 14 lutego.
26 kwietnia 1841 w paryskiej Salle Pleyel odbył się koncert z udziałem Chopina, Heinricha Wilhelma Ernsta i Laure Cinti-Damoreau (występowali oni w przerwach między grą Chopina), podczas którego Chopin wykonał m.in. preludia, za co otrzymał gażę w wysokości ponad 6000 franków. Wśród słuchaczy znaleźli się m.in. Adam Mickiewicz i Stefan Witwicki. 2 lutego 1844 wykonał jedno z preludiów podczas recitalu z okazji imienin Bohdana Zaleskiego. Preludia znalazły się również w programach ostatniego koncertu Chopina w Paryżu, który odbył się 16 lutego 1848 w Salle Pleyel, londyńskiego koncertu u lorda Falmouth przy St James's Square z 7 lipca, koncertu w Marchant Hall w Glasgow z 27 września, któremu przysłuchiwała się Marcelina Czartoryska oraz koncertu w Hopetown Rooms w Edynburgu z 4 października.
Preludia e-moll nr 4 i h-moll nr 6 zostały wykonane przez Louisa Jamesa Alfreda Lefébure-Wély’ego organistę paryskiego kościoła św. Magdaleny podczas pogrzebu Chopina, który odbył się 30 października 1849.
Ukończony rękopis preludiów Chopin przesłał Julianowi Fontanie, który zajmował się kontaktami z wydawcami. Dalsze losy rękopisu są nieznane, wiadomo jedynie, że pojawił się w zbiorach Biblioteki Narodowej w 1939 roku. W 1943 został wypożyczony na wystawę do Krakowa, a następnie ewakuowany przed zbliżającym się frontem. Odnalazł się dopiero w 1947 roku w powiecie kłodzkim. Od 2024 manuskrypt prezentowany jest na wystawie stałej w Pałacu Rzeczypospolitej.

## Budowa
Ułożenie cyklu według zasad pokrewieństwa kwintowego Chopin wziął z wcześniejszych preludiów Johanna Nepomuka Hummla. Większość utworów z op. 28 skomponowana została w metrum parzystym.
W tabeli podano tytuły nadane przez Hansa von Bülowa (ok. 1880), pianistę mającego preludia w swoim repertuarze koncertowym. Jako pierwsza tytuły preludiom nadała George Sand, zapisując je na zaginionym egzemplarzu nut podarowanym jej przez Chopina. Informacja na ten temat podana została we wspomnieniach jej córki Solange. Podobne tytuły próbowali nadać również Feliks Jabłczyński (w pracy Szopen. Dwadzieścia cztery Preludia. (Komentarz) opublikowanej 1904 w czasopiśmie „Ateneum”) Julius Kapp powołujący się w 1909 na rzekome informacje uzyskane przez Laurę Rappoldi od Ferenca Liszta, Wilhelma von Lenza i Marii Kalergis, a także Alfred Cortot i Raul Koczalski. Sam Chopin określił jako „deszczowe” Preludium Des-dur op. 28 nr 15 na egzemplarzu nut należącym do Zofii Rosengardt, uczennicy Chopina, późniejszej żonie Józefa Bohdana Zaleskiego (Chopin był świadkiem na ich ślubie).
Analizy harmonicznej op. 28 dokonał Józef Michał Chomiński w pracy wydanej w 1950.
| Numer | Tonacja  | Tempo                | Takty | Idiom/genre wg Tomaszewskiego              | Tytuły nadane przez Bülowa         | Nagranie |
| ----- | -------- | -------------------- | ----- | ------------------------------------------ | ---------------------------------- | -------- |
| 1     | C-dur    | Agitato              | 34    |                                            | Ponowne połączenie                 |          |
| 2     | a-moll   | Lento                | 23    | genre elegijny                             | Przeczucie śmierci                 |          |
| 3     | G-dur    | Vivace               | 33    |                                            | Sztuka jak kwiat                   |          |
| 4     | e-moll   | Largo                | 25    | genre elegijny                             | Duszenie się                       |          |
| 5     | D-dur    | Molto allegro        | 39    |                                            | Niepewność                         |          |
| 6     | h-moll   | Lento assai          | 26    |                                            | Dźwięk dzwonów                     |          |
| 7     | A-dur    | Andantino            | 16    | idiom pieśniowo-taneczny, genre idylliczny | Polski tancerz                     |          |
| 8     | fis-moll | Molto agitato        | 34    |                                            | Desperacja                         |          |
| 9     | E-dur    | Largo                | 12    |                                            | Wizja                              |          |
| 10    | cis-moll | Molto allegro        | 18    |                                            | Ćma                                |          |
| 11    | H-dur    | Vivace               | 27    |                                            | Ważka                              |          |
| 12    | gis-moll | Presto               | 81    |                                            | Pojedynek                          |          |
| 13    | Fis-dur  | Lento                | 38    |                                            | Strata                             |          |
| 14    | es-moll  | Allegro              | 19    |                                            | Strach                             |          |
| 15    | Des-dur  | Sostenuto            | 89    | genre nokturnowy                           | Deszczowe                          |          |
| 16    | b-moll   | Presto con fuoco     | 46    | genre elegijny                             | Hades                              |          |
| 17    | As-dur   | Allegretto           | 90    | idiom dumkowo-romansowy, genre balladowy   | Scena na placu Notre-Dame w Paryżu |          |
| 18    | f-moll   | Molto allegro        | 21    | genre balladowy                            | Samobójstwo                        |          |
| 19    | Es-dur   | Vivace               | 71    |                                            | Szczera radość                     |          |
| 20    | c-moll   | Largo                | 13    | idiom hymniczno-chorałowy, genre chorałowy | Marsz żałobny                      |          |
| 21    | B-dur    | Cantabile            | 59    | genre pieśniowy                            | Niedziela                          |          |
| 22    | g-moll   | Molto agitato        | 41    | genre balladowy                            | Niecierpliwość                     |          |
| 23    | F-dur    | Moderato             | 22    |                                            | Łódź przyjemności                  |          |
| 24    | d-moll   | Allegro appassionato | 77    | idiom heroiczno-tyrtejski, genre heroiczny | Burza                              |          |

## Wydania
Preludia pod tytułem 24 Préludes Pour Le Piano ukazały się w Paryżu w dwóch zeszytach nakładem Ad. Catelin et Cie. w czerwcu bądź sierpniu 1839 (bez numeru opusu). Wznowienie wydania miało miejsce w 1846 po wykupieniu praw autorskich przez oficynę Brandus et Cie. Po 1851 w tym samym wydawnictwie ukazał się nakład błędnie zatytułowany jako op. 26. 30 sierpnia 1839 w Londynie Wessel & Co. wydało op. 28 pod tytułem Twenty Four Grand Preludes, through all Keys, for the Piano Forte. Francuskie i angielskie wydania dedykował Chopin Camille’owi Pleyelowi. We wrześniu 1839 roku w Lipsku op. 28 opublikowano pod tytułem Vingt-quatre Préludes pour le Piano nakładem Breitkopf & Härtel. W latach 1852–1859 ta sama oficyna wydała op. 28 w czterech zeszytach. Niemieckie wydanie dedykowane zostało Josephowi Christophowi Kesslerowi, który dedykował Chopinowi swoje Preludia op. 31. Chopin myślał również nad zadedykowaniem cyklu Robertowi Schumannowi, któremu ostatecznie dedykował Balladę F-dur op. 38.

## Recepcja
Robert Schumann w recenzji opublikowanej 19 listopada 1839 w „Neue Zeitschrift für Musik” pozytywnie wypowiedział się op. 28. Pisał: „przyznaję, że wyobrażałem je sobie inaczej, w wielkim stylu, jak jego etiudy. A otrzymałem coś niemal przeciwnego (...). Jest on [Chopin] i pozostanie najśmielszym i najbardziej wzniosłym duchem poetyckim swego czasu. (...) Zbiór zawiera również rzeczy chorobliwe, gorączkowe, odurzające. Niech więc każdy szuka tego co mu odpowiada, a tylko filister niech się trzyma z daleka”. Podobnie pisał Ferenc Liszt 2 maja 1841 w recenzji dla „Revue et gazette musicale de Paris”: „Nie są to tylko, jakby to tytuł mógł sugerować, utwory przeznaczone do grania na sposób introdukcji innych utworów. Są to preludia poetyckie, analogicznie do poezji wielkiego poety współczesnego, które wprowadzają duszę w złote sny i podnoszą ja w regiony ideału. (...) Mają swobodę i blask, który charakteryzuje dzieła geniusza”.
Na temat Preludium c-moll op. 28 nr 20 Ferruccio Busoni skomponował w 1884 Wariacje i fugę. Ten sam utwór wykorzystał Siergiej Rachmaninow w Wariacjach op. 22 z 1903. W 1901 Zygmunt Noskowski napisał wariacje na orkiestrę oparte na Preludium A-dur op. 28 nr 7. W 1961 na tym samym preludium swoje wariacje oparł Federico Mompou. Nawiązał do niego również Alfredo Casella w Deux contrastes z 1918. W muzyce polskiej do lat 80. XIX wieku trwało naśladownictwo twórczości Chopina, przejawiające się m.in. komponowaniem preludiów, które – wraz z innymi gatunkami – „komponowali (...) wszyscy – pokolenie przyjaciół, potem uczniów, wreszcie tych, dla których relacja sentymentalna stanowiła wyraz podziwu z oddali”.

## Praktyka wykonawcza i nagrania
Nie zachowały się informacje o wykonaniu przez Chopina wszystkich preludiów z op. 28 podczas jednego występu (nie było to zgodne z ówczesną praktyką koncertową). Od 1907 cały cykl grał podczas koncertów Józef Hofmann, a od 1909 całe op. 28 wykonywał Raul Koczalski.
W 1920 Ferruccio Busoni nagrał op. 28 na rolki pianolowe. Preludia op. 28 nagrali m.in. Alfred Cortot (1926, 1934, 1943), Robert Lortat (1928), Raul Koczalski (1938), Leonid Kreutzer (1939), Egon Petri (1943, ok. 1953), Benno Moiseiwitsch (1949), Artur Rubinstein (1949, ok. 1955), Claudio Arrau (1950–1951), Cor de Groot (ok. 1952, ok. 1953), Otakar Vondrovic (ok. 1952), Alexander Brailowsky (ok. 1952), Stefan Askenase (ok. 1953), Moura Lympany (ok. 1953), Guiomar Novaes (ok. 1953), Friedrich Gulda (ok. 1954), Samson François (ok. 1958), Halina Czerny-Stefańska (1959), Maurizio Pollini (1960), Géza Anda (ok. 1965), Andrzej Wąsowski (ok. 1970), Alicia de Larrocha (1974), Bella Dawidowicz (ok. 1979) oraz Bernard Ringeissen (1980). Ponadto komplet wszystkich dwudziestu sześciu preludiów Chopina nagrali m.in. Nikita Magaloff (ok. 1955), Adam Harasiewicz (ok. 1960), Christoph Eschenbach (ok. 1965), Martha Argerich (ok. 1970), Miłosz Magin (1973), Claudio Arrau (1973), Garrick Ohlsson (1974) i Jerzy Godziszewski (1979).